# Cuisine tarnaise

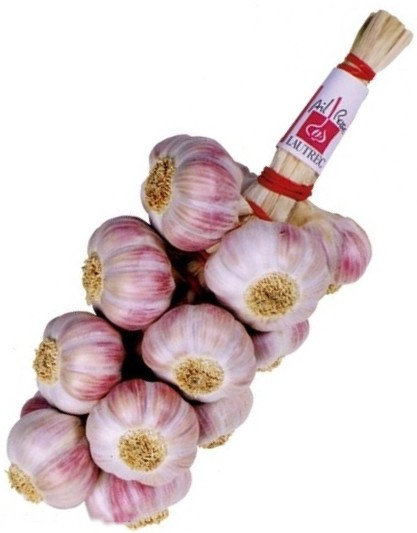
Manouille d'ail de Lautrec, un produit agricole phare employé dans la gastronomie départementale.

Le Tarn présente une gastronomie typiquement occitane, au carrefour des cuisines des plaines gasconne et languedocienne et de la cuisine de  montagne du Rouergue.

## Histoire
Des vestiges d'amphores retrouvées attestent de la consommation de vin romain par les Rutènes avant la conquête. Après celle-ci, le commerce s'inverse et la région de la vallée du Tarn exporte du vin : on a retrouvé des récipients vinaires à Bordeaux, venant de Montans. Le commerce périclite à la fin de l'Empire romain, l'autarcie devenant nécessité face aux dangers et incertitudes des routes d'échange.
Au Moyen Âge, la base de la nourriture sont le pain et la soupe. Cette dernière est faite de légumes de saison : raves, navets, poireaux, choux, bettes, betteraves, fèves, pois secs, lentilles… La zone sud-est utilise la châtaigne. Le pain est la source essentielle de glucides, issu du blé dans la moitié ouest, du seigle dans la moitié est.
La découverte de l'Amérique permet l'arrivée de nouveaux produits : tomate, maïs, topinambour, puis pomme de terre plus tard. La nourriture de base tarnaise est réellement influencée par le haricot arrivé par le Languedoc, introduit en France par Catherine de Médicis. Il a donné le célèbre cassoulet (« cassolette » en français, mets issu d'une casserole). Cependant, la version paysanne est un ragoût de haricots et de viande mijoté dans la cheminée. La fin de cuisson au four n'est que très récente.

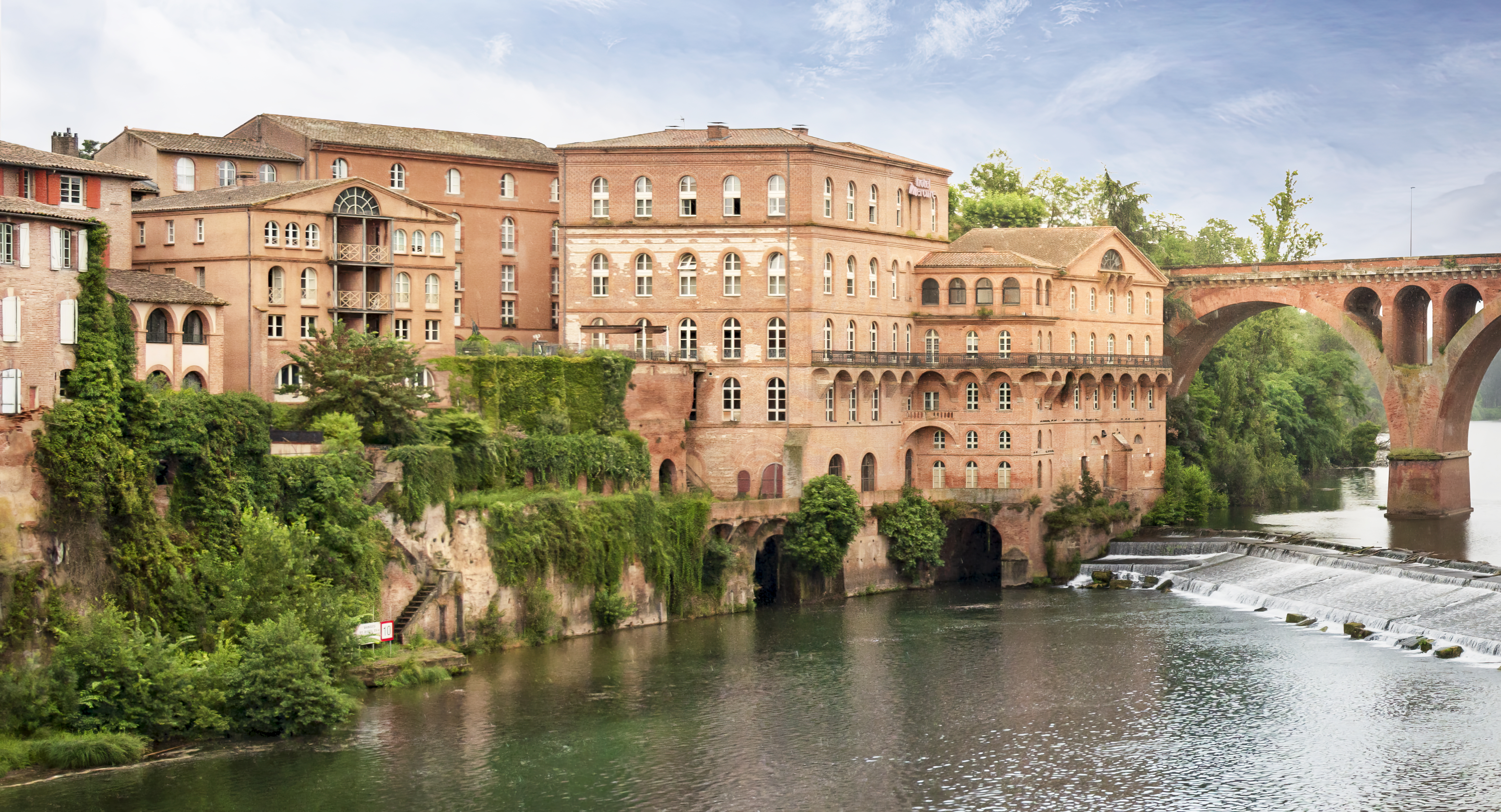
Ancienne vermicellerie d'Albi transformée en lieu de tourisme et classé monument historique depuis 1984.

Au XIXe siècle, les produits industriels font leur apparition. Les moulins albigeois se diversifient et une vermicellerie est ouverte près du pont Vieux. Sa commercialisation se fait, avec café, sucre, épices, dans de petits commerces de proximité qui s'ouvrent jusque dans les plus petites communes, même si les paysans vivent encore en quasi-autarcie. À cette époque, de nombreuses boulangeries ouvrent leurs portes, relayant l'abandon des fours banaux. De même, les abattoirs municipaux d'Albi et Castres assurent un approvisionnement en viande plus sain et contrôlé. Ce sont ces progrès qui permettent la disparition des famines et la consommation de viande gagne les classes les plus modestes, même si elle n'est pas quotidienne.
En parallèle, la consommation de boissons : café, liqueurs, eaux-de-vie, croît rapidement au détriment des vins de fruits produits avec les sous-produits du verger. En 1901, il y a un débit de boisson pour 80 habitants à Brassac et à Réalmont.

## Produits du terroir

### Fruits et légumes
L'ail rose de Lautrec est une production agricole locale d'ail qui bénéficie d'un Label Rouge lorsqu'il est commercialisé. Autrefois, Cahuzac-sur-Vère était aussi renommé pour son ail et une variété d'oignon porte le nom de Lescure-d'Albigeois. Partout, fèves, haricots et pois assuraient la base de la soupe de légume.
Les vallées tarnaises comportent des zones riches propices aux cultures maraichères et aux vergers. Autrefois, noyers, pruniers et pommiers étaient présents partout, accompagnés par cerisiers, pêchers et figuiers en plaine. Dans l'est cristallin, le châtaignier offrait un fruit qui remplaçait souvent les céréales.
Autrefois renommé et source de revenus en terroir difficile, le safran, issu du pistil du crocus, commence à retrouver sa place sur les tables. Des agriculteurs se sont même fédérés en association sous la marque collective Safran du Tarn et du Lauragais. Autre condiment laborieux à produire, la truffe noire est aujourd'hui cultivée sur les terres pauvres et sèches du plateau de Cordes. Elle a sa fête tous les premiers dimanches de février à Villeneuve sur Vère. Les agriculteurs-producteurs locaux ont une organisation intitulée les Truffes du Tarn, affiliée à la Fédération française des trufficulteurs.

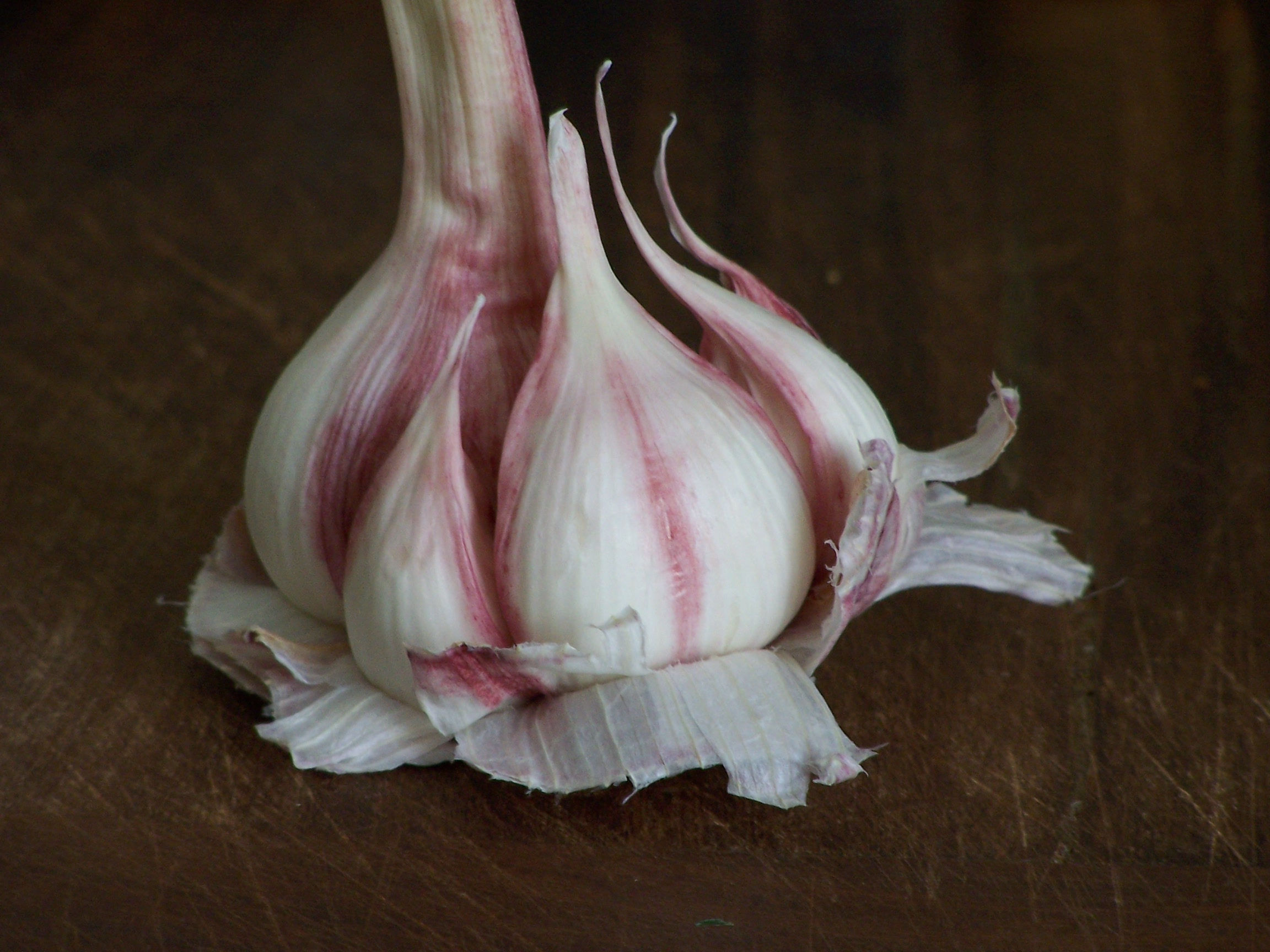
Ail rose.
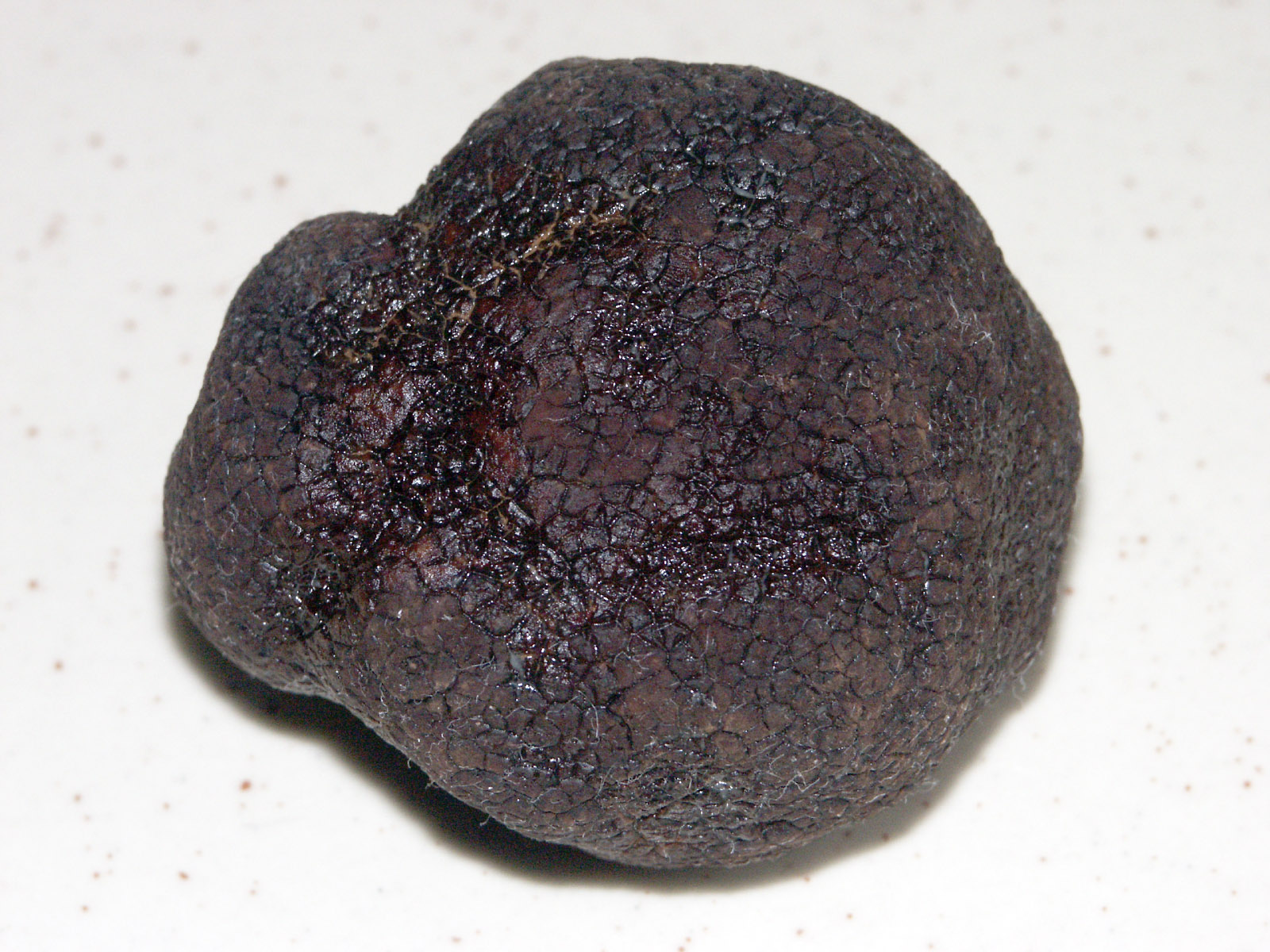
Truffe.
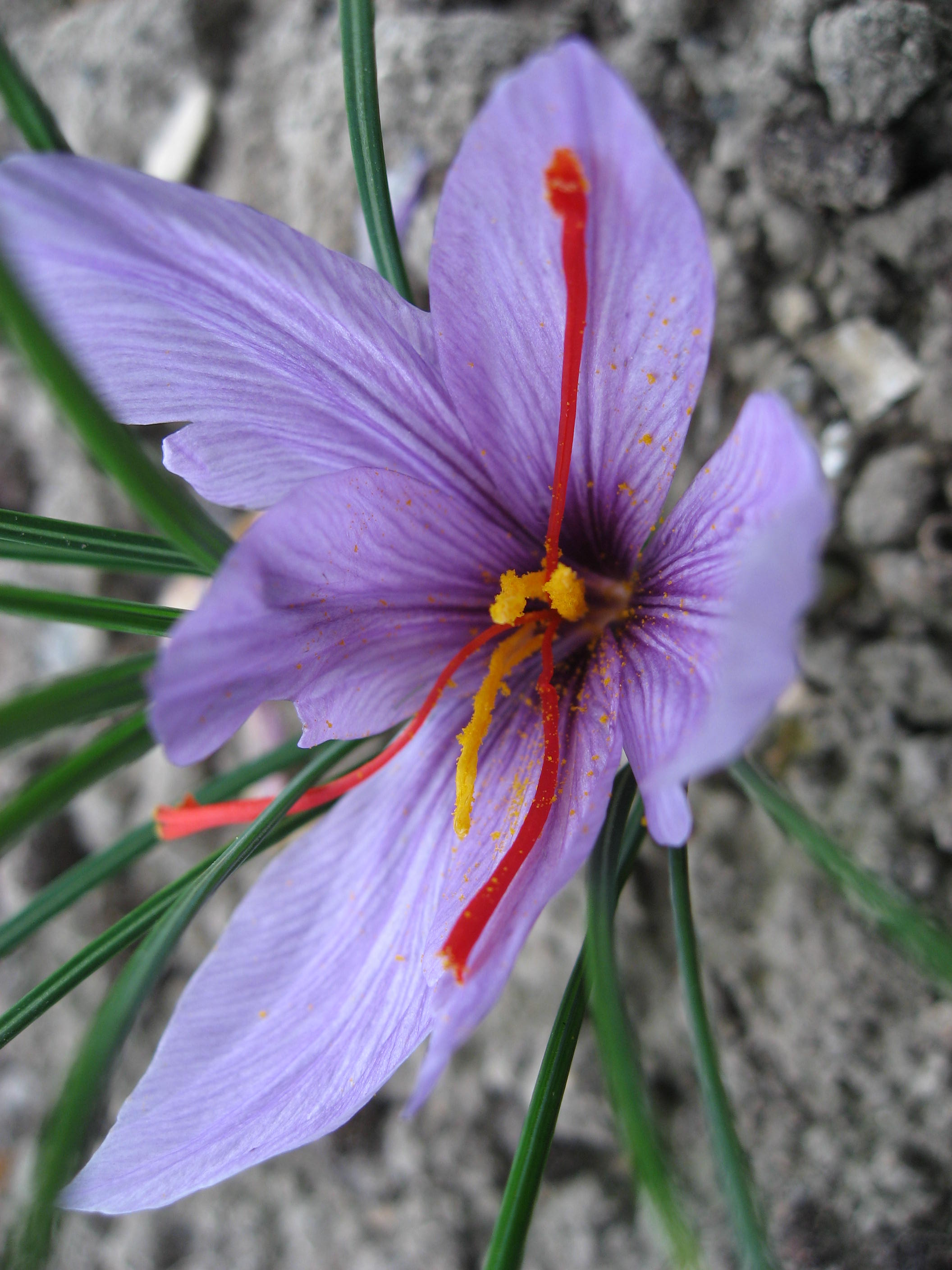
Safran prêt pour la cueillette.

### Produits de cueillette
La cueillette des respounchous est d'usage au printemps. Cette petite plante herbacée est amère, mais les jeunes tiges blanchies sont comestibles et appréciées par les connaisseurs, que ce soit en vinaigrette ou en omelette. Une fête les célèbre à Cordes-sur-Ciel.
L'automne, la cueillette des champignons est également l'habitude : cèpes, girolles, saint-Michel, mousseron, oronge, pied-de-mouton, pleurote du panicaut, rosé des prés ou trompette de la mort ont leurs amateurs dans les forêts des monts de Lacaune, de la Grésigne ou des simples petits bois locaux. Ils sont cuisinés poêlés, en omelette, accompagnant les viandes en sauce ou séchés pour être utilisés toute l'année.

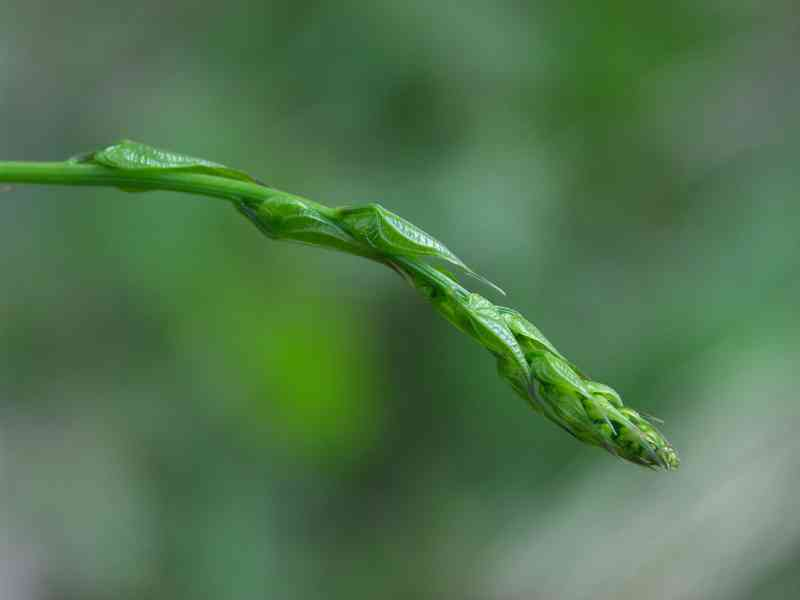
Extrémité comestible de respounchou.
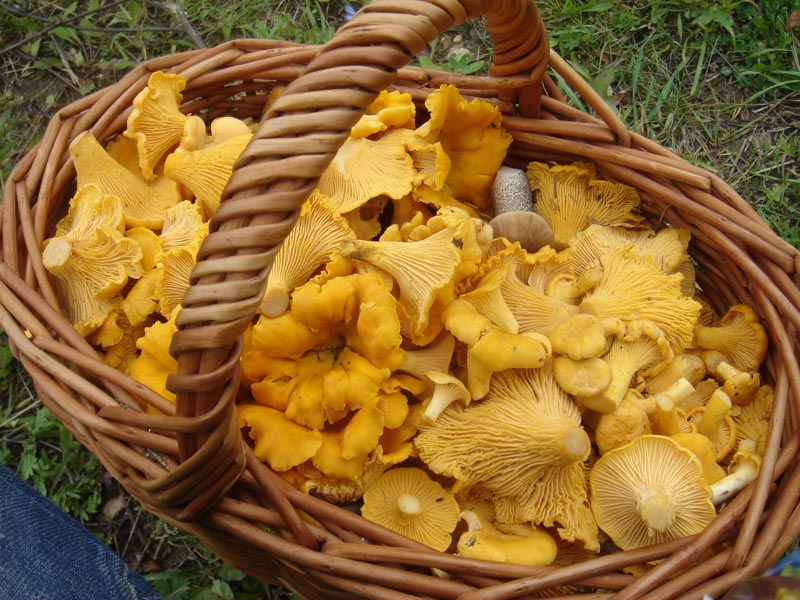
Récolte sylvestre.
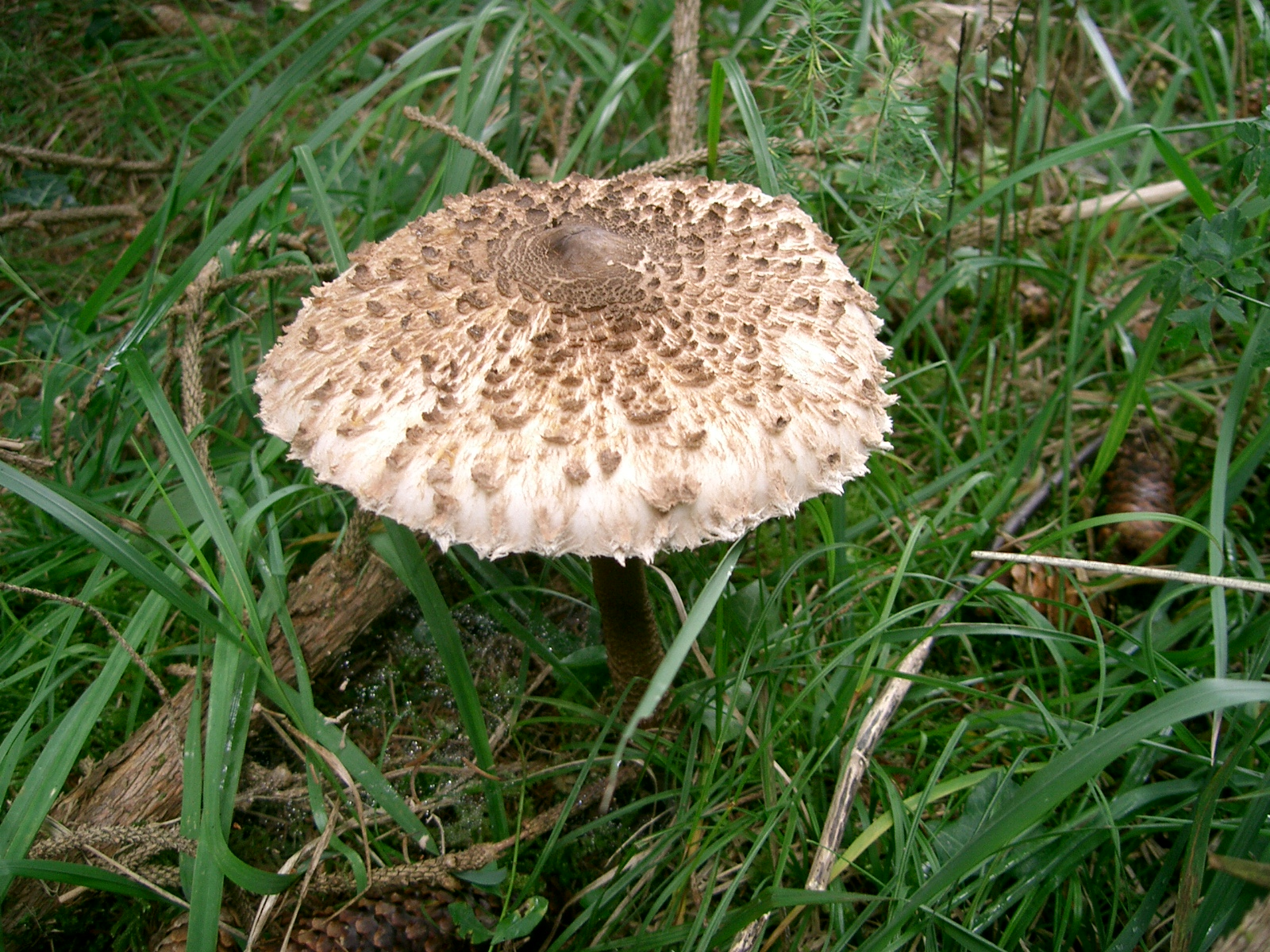
Coulemelle, nommée « Saint-Michel » dans les monts de Lacaune.

### Charcuterie
La viande de porc tarnaise comprend de nombreuses recettes de pâtés, terrines et salaisons mais quelques spécialités démarquent le Tarn.
Le boudin local comprend la viande de la tête bouillie, désossée et coupée, mélangée au sang. Ce boudin à la viande est nommé « galabard » dans le sud-ouest. Dans les Monts de Lacaune, il est fréquemment additionné de pain ; il peut être embossé dans des boyaux, ou cuit dans un bocal. Le fetge (« foie » en français), est un foie de cochon salé et séché. La saucisse de couenne est constituée de viande et couenne de porc embossée dans un boyau ; elle se cuisine généralement avec des légumes secs, cassoulet, lentilles, fèves. Le coudenou est un boudin blanc à base de couenne de porc originaire de Mazamet.
Dans la partie sud-est du département, dans les monts de Lacaune, une variante de saucisse de ménage  existe aussi : le  melsát (« saucisse de rate » en français), il s'agit d'abats (rate, foie) et ventrèche de porc hachés, assaisonnés de sel et poivre et mêlés de pain rassis et d'œufs avant embossage dans un boyau. Les melsáts proposés dans le commerce sont différents et emploient plus largement de la simple viande de porc. La bougnette de Castres est une variante du melsat ; elle en reprend les ingrédients, mais au lieu d'être embossés, ils sont enveloppés de crépine et cuits dans la graisse ou au four.
Le climat du sud-est du département, propice au séchage de la viande, permet la mise en salaison et le séchage des viandes. Le jambon et les saucisson et saucisse de Lacaune sont des transformations locales prospères; la part de jambons vouée au commerce est labellisée en indication géographique protégée depuis le 27 août 2015 et saucisse et saucisson sec depuis le 17 octobre 2015.

### Viande

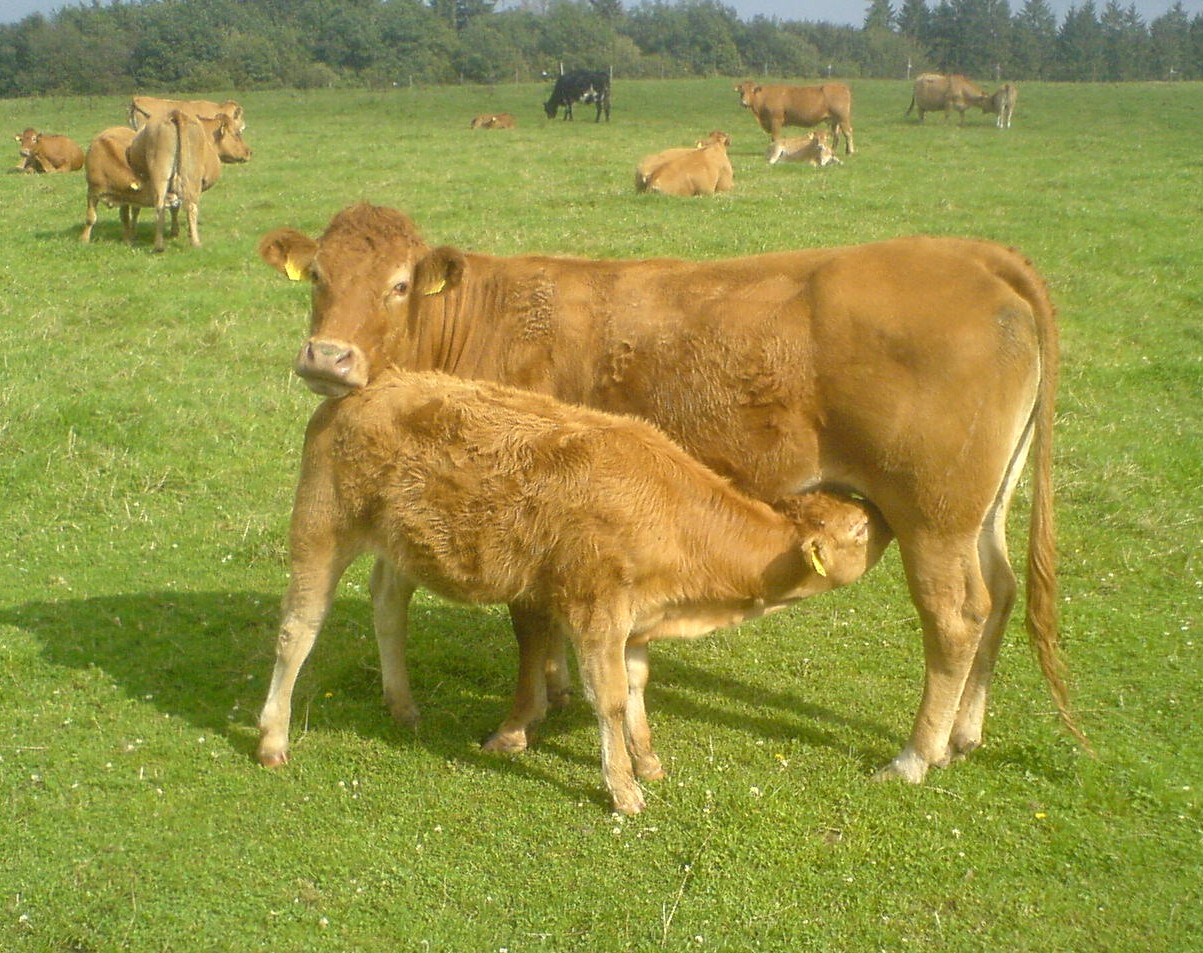
Vache allaitante de race limousine.

La partie orientale du département est une grande région d'élevage. L'agneau est un produit d'appoint résultant de l'élevage des brebis laitières pour le fromage de roquefort. Le Tarn n'a pas de race bovine autochtone, mais fait partie de la grande aire de la blonde d'Aquitaine. Cependant, on trouve çà et là des élevages de race limousine, aubrac, voire gasconne des Pyrénées. Une partie des veaux de race bouchère de ce département sont élevés pour alimenter une filière d'industrie agroalimentaire, un produit commercialisée sous la marque Le Veau d'Aveyron & du Ségala enregistrée comme Label Rouge et indication géographique protégée .
La maïsiculture a permis le développement du gavage des palmipèdes, essentiellement des canards mulards. La production concerne le foie gras, le confit de canard et les magrets. Le Tarn appartient à l'aire du label IGP Canard à foie gras du sud-ouest. 
L'élevage d'autres volailles est traditionnel et les labels Rouge et IGP volailles du Languedoc et volailles du Lauragais, couvrent une partie du département. Autrefois, les pigeonniers étaient très nombreux, fournissant une viande rouge fine. Le pigeonnier du Mont-Royal perpétue cette tradition. L'élevage de 4 200 couples fournit la restauration locale et joue un rôle de mémoire par les visites qu'il organise.
Parmi les recettes tarnaises, le pot-au-feu albigeois combine le classique pot-au-feu avec les haricots secs, ingrédient local présent dans tous les garde-mangers, le confit de canard ou d'oie et la charcuterie. Le gras double à l'albigeoise est une recette traditionnelle de gras double cuisiné au vin blanc et parfumé au safran.

### Poisson
Les nombreux cours d'eau et lacs liés à la géographie du département ont depuis toujours permis la consommation de poisson frais. Le développement des échanges au XIXe siècle a introduit la morue salée, les sardines et les harengs saurs.
Le cassoulet de morue est une spécialité tarnaise, créé pour les jours maigres de la tradition catholique. Confectionné à base de morue, haricots et légumes, il est cuit longuement pour les légumes et servi avec la morue poêlée à l'huile d'olive.

### Matières grasses
Au carrefour des cuisines gasconnes et languedocienne, la cuisine tarnaise utilise l'huile végétale et le gras de canard, voire le saindoux. Le beurre est très peu utilisé comme matière grasse de cuisson, mais est présent en pâtisserie. Les produits locaux sont historiquement le gras animal produit sur place, mais il est de plus en plus remplacé par les huiles dont une partie est produite localement, en particulier les huiles de tournesol et de colza.

### Fromages

#### Cuisine au fromage
Le produit phare est le roquefort, mais c'est le caillé de brebis qui est le plus courant en cuisine des Monts de Lacaune : la collecte du lait destiné au roquefort prend fin le 1er juillet, mais le tarissement des troupeaux se fait progressivement en juillet et début août. Le lait est alors emprésuré et le caillé est égoutté. Il est utilisé tel quel, sucré ou salé, ou inclus dans des recettes comme la flaune de Lacaune ou le casse-museau de Brassac, brioche à croûte dure et au cœur moelleux.
Les cabécous sont utilisés chauds en salade, fondus sur du pain grillé. 
Le cantal est très présent dans la région gaillacoise depuis une tradition ancienne où les Cantalous venaient échanger des tomes contre barriques de vin. Râpé, il donne saveur et onctuosité aux gratins.

#### Plateau de fromage

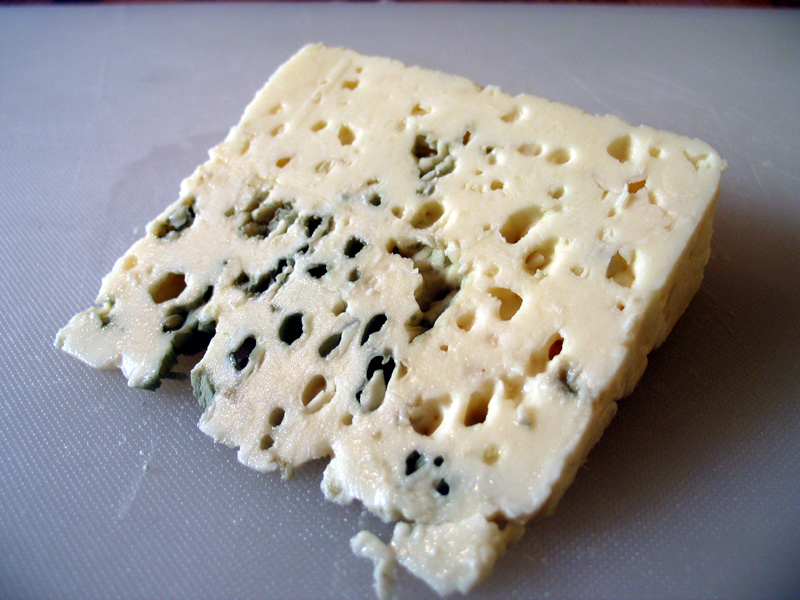
Roquefort.

Quarante pour cent environ de l'aire d'appellation du roquefort est située dans le Tarn. Il s'agit de la moitié sud-est du département, une zone de moyenne montagne et de collines propices à l'élevage. Même si le fromage n'est pas affiné dans le Tarn, il y a une place de choix dans la cuisine ou sur le plateau de fromages. La brebis de race Lacaune, seule autorisée par le décret d'appellation, porte le nom de Lacaune, chef-lieu de canton de la montagne du Tarn.
Les cabécous sont de petits fromages de chèvre ronds, produits minoritairement dans plusieurs zones du département.
Les Monts de Lacaune sont des fromages produits par une laiterie artisanale à Viane. Initialement, c'est une tomme à pâte pressée non cuite au lait de vache qui a été produite à partir des années 1960, mais des variantes au lait de brebis et vache-chèvre sont aussi produites.

### Desserts
Les desserts sucrés sont multiples. 
Depuis une époque où la cuisine se faisait dans la cheminée et que le four à pain n'était pas allumé tous les jours, nombre de desserts cuits à la poêle existent : oreillettes, merveilles, crêpes… Les gâteaux cuits au four sont souvent faits de pâte à pain : poumpet, petit janot, gimblette, navette albigeoise. Le curbelet est une forme cylindrique de gaufre et le croquant de Cordes, fine tuile aux amandes. Le mesturet est à base de courge.
Les desserts aux fruits sont essentiellement des tartes dont la gloire locale est la croustade, aux pommes, pruneaux ou raisins.

### Pain

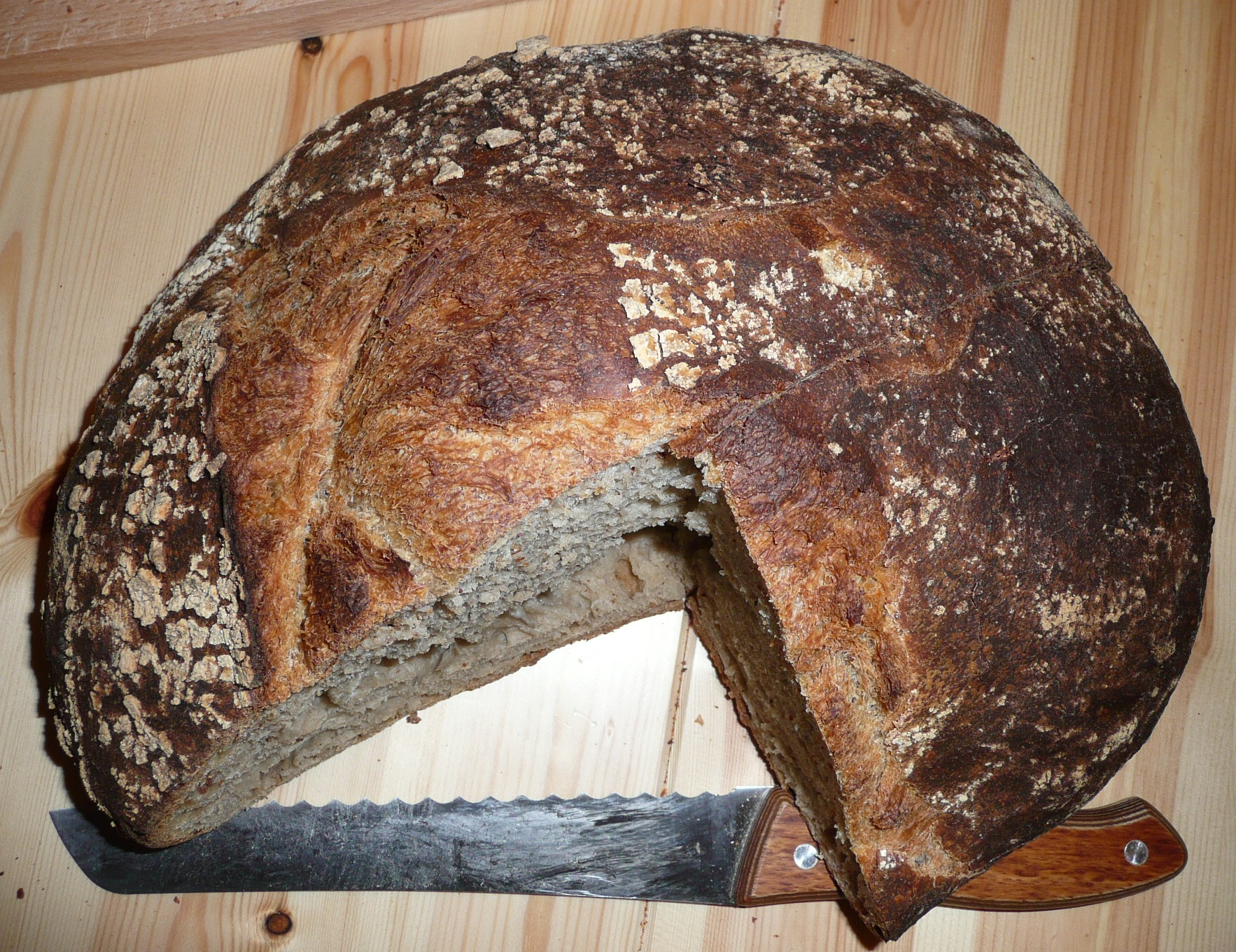
Miche de pain de campagne.

Autrefois, le pain était la nourriture de base, la première source d'hydrates de carbone, pourvoyeur d'énergie. Le pain de blé, pétri à la maison et cuit dans le four banal, était omniprésent dans la plaine. Cependant, d'autres céréales revenaient moins cher à cultiver ou convenaient mieux au terrain.
Le maïs a remplacé le millet, autrefois nourriture des plus pauvres lors des famines. Souvent appelé milh d'Espanha en occitan (« maïs d'Espagne »), il servait à faire le millas. Il s'agit d'une bouillie de farine de maïs cuite dans un chaudron. La pâte est ensuite étalée pour durcir en refroidissant. Il peut être mangé tel quel pour remplacer le pain, coupé en gros morceaux frits dans le saindoux et salé, ou sucré avec des fruits ou de la confiture. Ce plat était celui des pauvres de la plaine et des gros repas lors des tuailles dans la montagne ; il était alors cuit dans le chaudron gras.

Le seigle, segal en occitan, cultivé dans le Ségala auquel il a donné son nom, permettait d'obtenir une céréale panifiable dans une zone trop acide pour produire du blé. Utilisé seul ou en méteil avec le blé, il donnait un pain foncé et gouteux. Il est aujourd'hui renommé pour ses qualités diététiques.
Le sarrasin, blat negre en occitan (ou encore savoiard[réf. nécessaire]), était cultivé dans le Sidobre et les Monts de Lacaune. Sa farine permettait de constituer des galettes épaisses, cuites à la poêle. Durant l'hiver, elles remplaçaient le pain lorsque la levée de la pâte et la cuisson étaient rendues plus complexes. Le « palissou » salé remplaçait le pain, parfois fourré au lard. Cuit plus mince et croustillant, il était servi avec du sucre, de la confiture ou du miel.
Depuis le début du XXe siècle, les boulangers ont simplifié le travail des ménagères et mis au rancart les fours banaux. Dans années 1960, le pain blanc s'est généralisé, bien que la mode des pains spéciaux permette de retrouver quelques-unes des spécialités anciennes.

### Boissons

#### Vin
Au XIXe siècle, un vignoble de plus de 40 000 hectares occupait la partie ouest du département, et même les communes de moyenne montagne possédaient un peu de vigne. De cette époque n'est resté que le meilleur, centré sur Gaillac. Selon les vins, ils peuvent bénéficier des appellations d'origine contrôlée (ou AOC) gaillac et gaillac-premières-côtes ou des indications géographiques protégées (ou IGP) côtes-du-tarn et comté-tolosan.
Quelques spécialités anciennes font perdurer les apéritifs « maison » que sont les vins aromatisés : vin de pêche, vin de noix, ratafia de coing ou de raisin, guignolet, liqueur de mûre ou de cassis à servir en kir ou cardinal (le cardinal est un kir au vin rouge)… De même, quelques arboriculteurs et viticulteurs proposent du jus de fruit en bouteille.

#### Cuisine au vin
La production locale est utilisée sur de nombreuses recettes, comme ingrédient de bouillon, comme mouillant ou pour déglacer une cuisson à la poêle. Les vins blancs et rouges sont courants en cuisine, plus exceptionnellement les vins rosés. 

#### Eau
Le climat très humide des monts de Lacaune a donné naissance à de très nombreuses sources. L'une d'entre elles est captée pour être commercialisée en bouteille : l'eau Mont-Roucous.

#### Autres
Depuis 2010, un cola alternatif est né dans le département, le Cola by Tarn. Élaboré avec de l'eau de source de l'Aubrac, à la frontière Tarn-Aveyron, il se veut un produit gourmand à l'esprit franchouillard.
La production locale de quelques bières permet de satisfaire les amateurs. De même, deux distilleries produisent des eaux-de-vie de fruit ou de vin et même un whisky tarnais à la distillerie Castan, l'autre producteur est la distillerie Cazottes, les deux étant situées à Villeneuve-sur-Vère.

## Personnes emblématiques
- Louis Rieux, 1861-1956, cuisinier à Albi a publié en 1913 un recueil de recettes typiques d'Albi et du Tarn. Son hôtel-restaurant, l’Hôtellerie Saint-Antoine, est toujours tenu par la cinquième génération de sa famille à Albi[21].
- Yves Thuriès est à ce jour le seul cuisinier deux fois meilleur ouvrier de France (glace et sorbets, pâtisserie) Il a possédé un restaurant étoilé à Cordes-sur-Ciel et a créé une chocolaterie artisanale qui alimente ses boutiques. Il édite par ailleurs un mensuel de cuisine, Thuriès magazine[22].
- En 2015, Sophie Fernandez, responsable d'une poissonnerie à Gaillac, obtient le titre de meilleure ouvrière de France dans la catégorie poissonnier-écailleur[23].

## Évènements gastronomiques

### La fête en général
Lors de fêtes de village, le repas le plus courant est la fabounade ; son nom vient de l'occitan faboun et signifie « petite fève ». Ce ragout de haricots à la viande de porc et de canard est cuit à la cocotte ; c'est la version sans passer par le four du classique cassoulet. Ce plat clôture généralement les festivités. La daube, la paëlla ou le méchoui la remplacent parfois, signe de traditions imprégnées de celles des immigrés que le Tarn a accueillis. Le nom ariégeois de mounjetado ou celui de cassoulet peuvent aussi être employés.

### Fêtes liées à un produit
- Fête de la truffe de Villeneuve-sur-Vère le premier week-end de février[2].
- Fête du respouchous de Cordes-sur-Ciel[4].
- Fête de la charcuterie et foire aux produits de terroir à Lacaune-les-Bains en juin[25].
- Fête des vins de Gaillac début août[26].
- Fête de l'ail rose de Lautrec le premier vendredi d'août[27].
- Sortie du gaillac primeur le troisième jeudi de novembre[28].

## Sources